# Mark Hart
Mark Hart (ur. 2 lipca 1953 w Fort Scott USA) – amerykański multiinstrumentalista, gitarzysta i keyboardzista australijskiego zespołu Crowded House. Dawniej był członkiem zespołu Supertramp.